# 奧巴赫河 (卡爾滕巴赫河支流)
47°47′41″N 12°00′48″E / 47.79479°N 12.01327°E

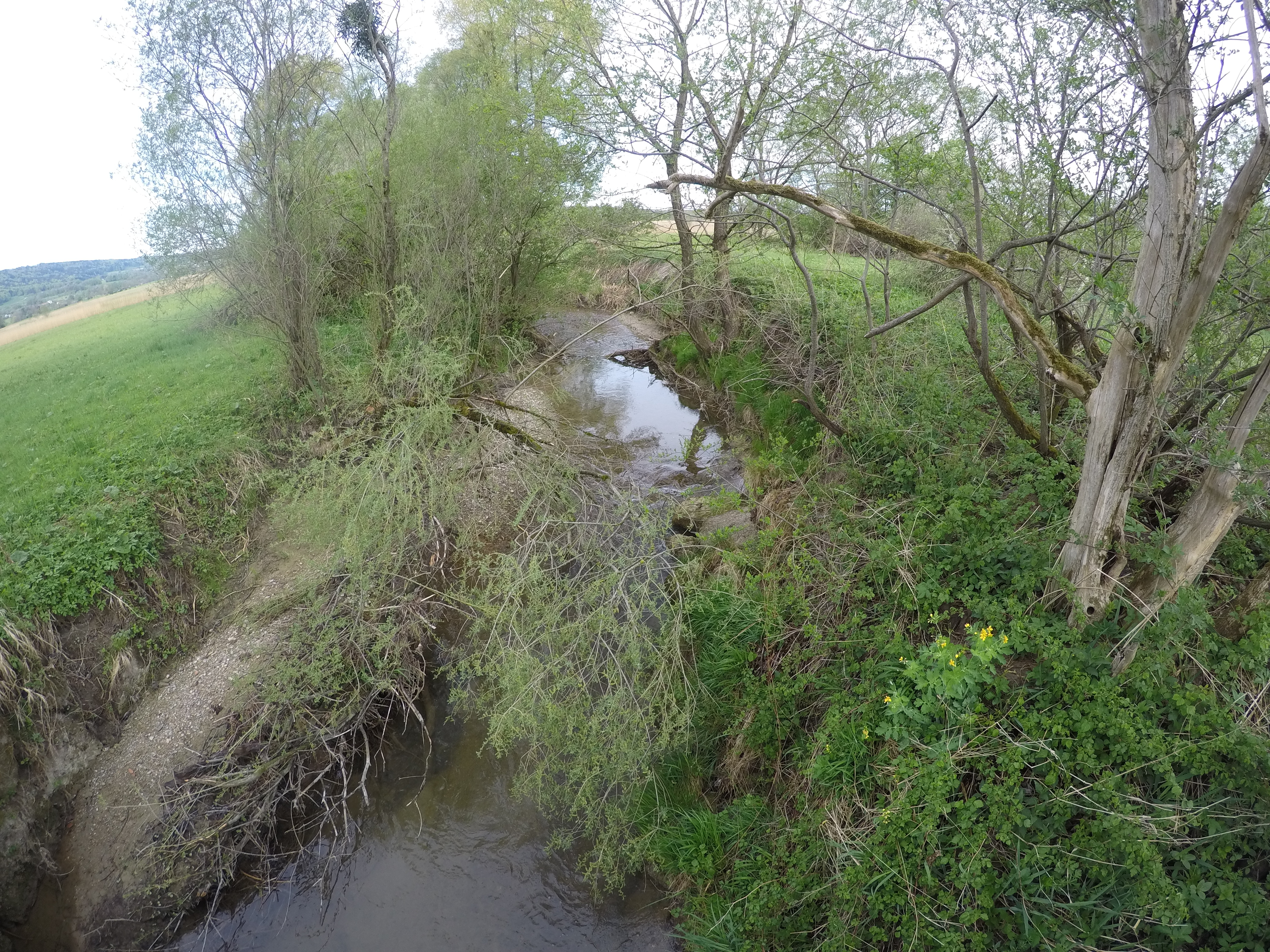

奧巴赫河（德語：Aubach），是德國的河流，位於該國東南部，由巴伐利亞負責管轄，屬於卡爾滕巴赫河的支流，河道全長11.1公里，流域面積18.3平方公里。